# Kaislikko
Kaislikko är en ö i Finland. Den ligger i sjön Keskimmäinen och i kommunen Villmanstrand i den ekonomiska regionen  Villmanstrands ekonomiska region  och landskapet Södra Karelen, i den södra delen av landet, 180 km nordost om huvudstaden Helsingfors. Öns area är 0,8 hektar och dess största längd är 150 meter i nord-sydlig riktning.